# Дзамбана

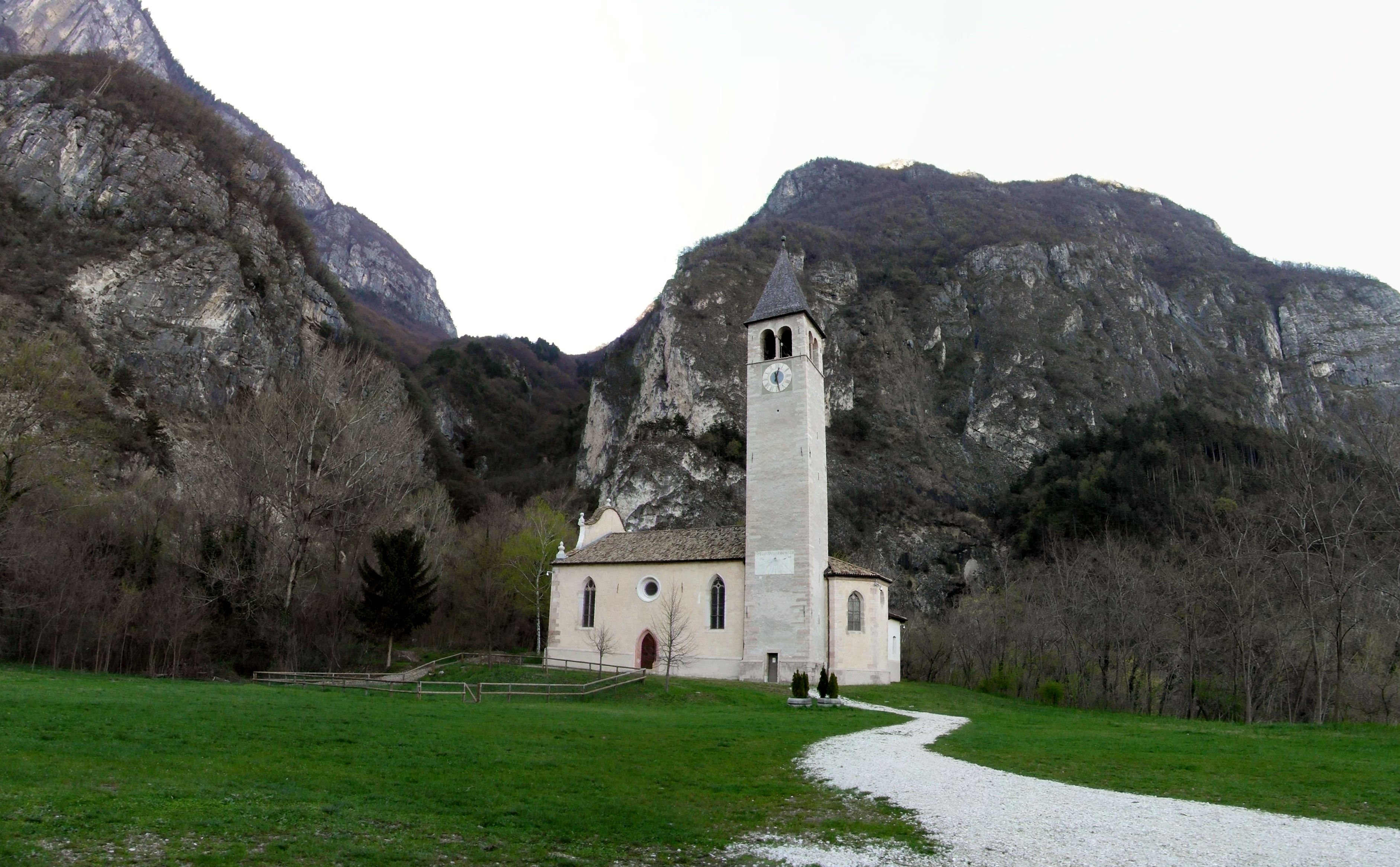
Храм святых апостолов Филиппа и Иакова (Терра д'Адиже).

Дзамба́на (итал. Zambana) — коммуна в Италии, располагается в области Трентино-Альто-Адидже, в провинции Тренто.
Население коммуны, на 31.12.2018 года, составляло 1704 человека, плотность населения ─ 145,82 чел./км². Коммуна занимает площадь 11,69 км². Почтовый индекс — 38010. Телефонный код — 0461.
Покровителями коммуны почитаются святые апостолы Филипп и Иаков Младший. Праздник ежегодно празднуется 3 мая.